# Brae (Shetland)

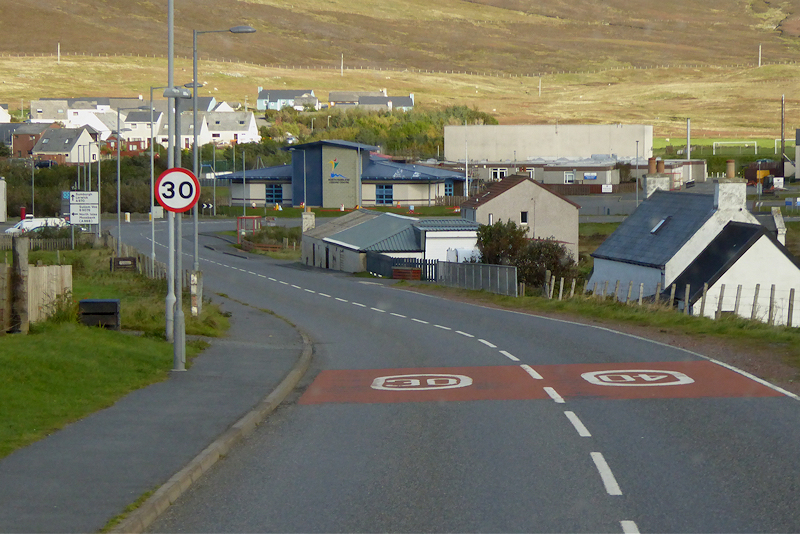
Ortseinfahrt von Brae

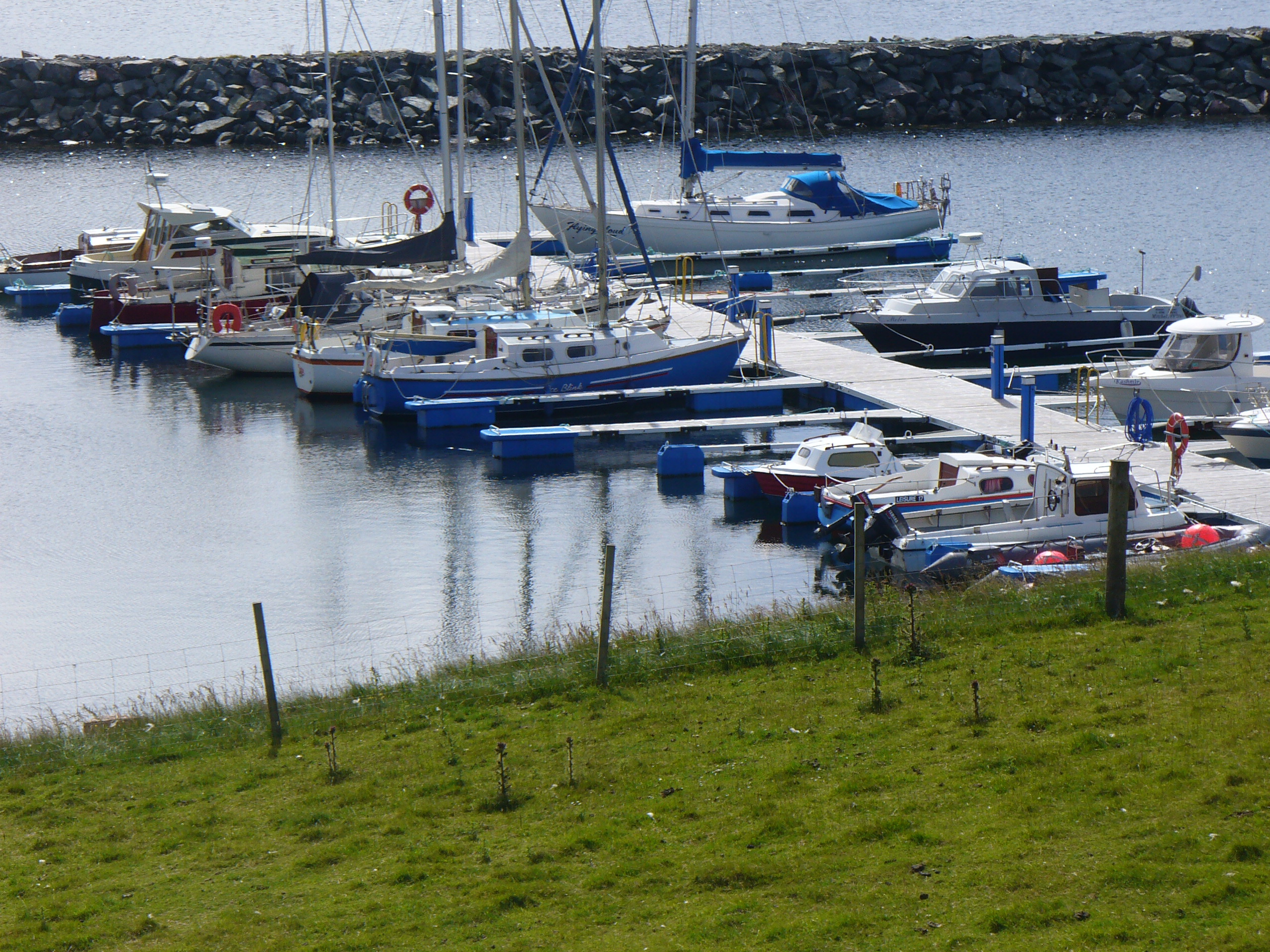
Am Hafen von Brae

Brae ist eine Ortschaft, die in Schottland in der Mitte der Shetlandinseln liegt.

## Geographie
Brae liegt im Nordwesten der Insel Mainland und gilt als aufstrebende Stadt. Es liegt in einer kleinen Ebene zwischen zwei Buchten, dem Sullom Voe im Norden und dem Busta Voe im Süden. Hinzu kommen der Voxter Voe im Nordosten sowie die Landenge Mavis Grind im Westen, wo, auf der gegenüberliegenden Seite die St Magnus Bay liegt. Unter den Bergen in der Nachbarschaft sind der Hill of Hardwall im Nordosten, der Gallow Hill im Osten sowie der Hill of Burravoe im Südosten.
Ortschaften in der Nähe von Brae sind Burravoe im Südosten sowie Busta und Roesound im Südwesten.

## Historisches
Im Rahmen der historischen Gliederung Schottlands in Civil Parishes zählt Brae zu Delting. Das Brae House ist als Listed Building der Kategorie B eingestuft worden.

## Verkehr
Die den Ort durchquerende A970 verbindet Sumburgh und Lerwick im Süden mit Isbister im Norden. In Brae zweigt von ihr die B9076 ab, die zum Sullom Voe führt.